# Remarul 16 Februarie
Koordinaten: 46° 47′ 5,1″ N, 23° 34′ 47,1″ O

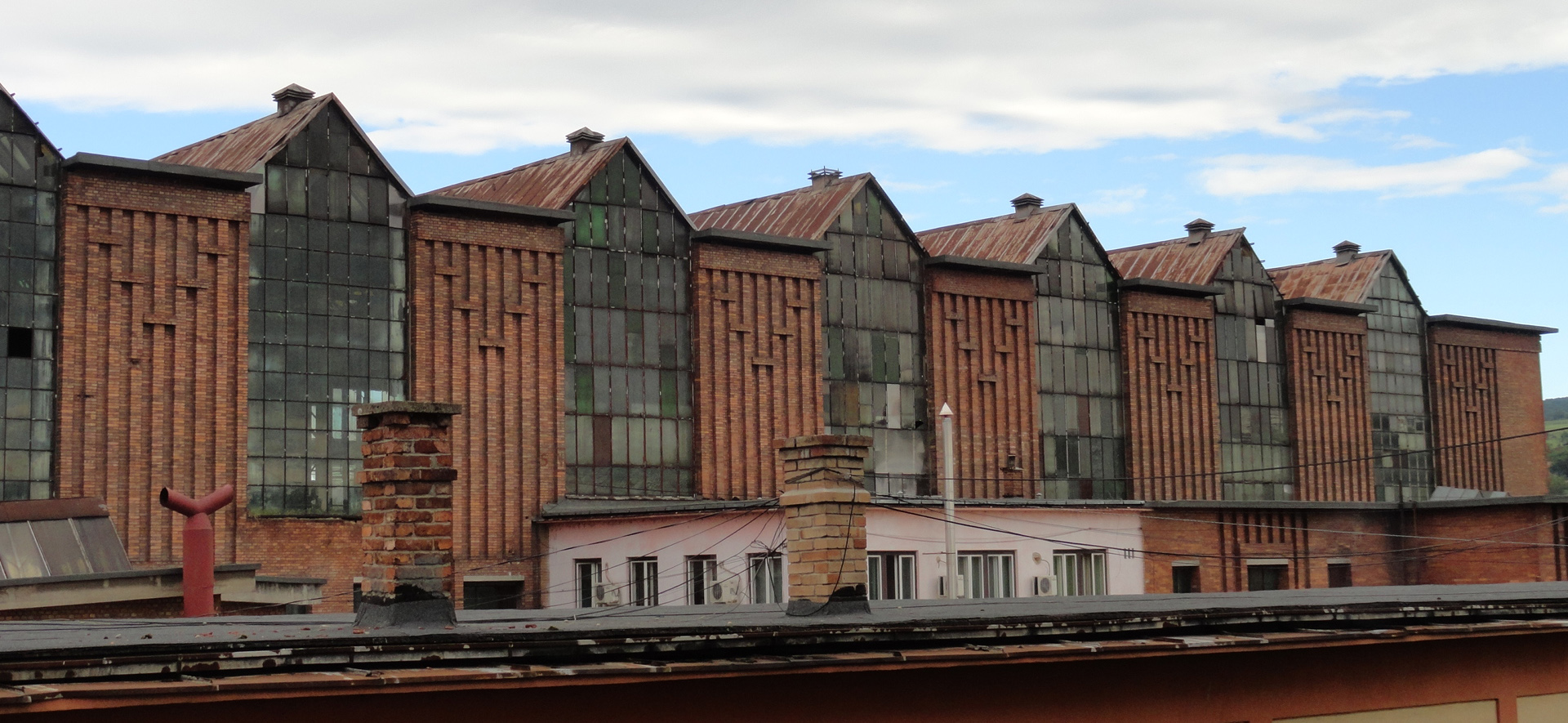
Hallen von Remarul 16 Februarie

Remarul 16 Februarie ist ein rumänischer Eisenbahnhersteller mit Sitz in Cluj-Napoca. Er fertigt unter anderem den Autorail à grande capacité nach Lizenz von Bombardier Transportation.
Mehrheitsaktionär von Remarul 16 Februarie ist Călin Mitică, der die Anteile über die Transferoviar Grup und seine Ehefrau hält. Er steht unter Anklage, einen Direktor der CFR Călători bestochen zu haben.

## Geschichte
Remarul 16 Februarie geht auf einen 1870 gegründeten Vorläufer zurück und wurde 1992 privatisiert. Benannt ist das Unternehmen nach dem Grivița-Streik am 16. Februar 1933.